# Leptobatopsis spilopus
Leptobatopsis spilopus là một loài tò vò trong họ Ichneumonidae.